# Episodi di Miami Vice (quinta stagione)
La quinta e ultima stagione della serie televisiva Miami Vice, composta inizialmente da 17 episodi, è l'ultima della serie. Fu trasmessa negli Stati Uniti dalla rete televisiva NBC dal 4 novembre 1988 al 21 maggio 1989, con l'episodio Freefall - Series Finale. Successivamente furono mandati in onda altri quattro episodi: tre dalla NBC (World of Trouble, Miracle Man e Leap of Faith) e uno dal canale televisivo via cavo USA Network (Too much, Too Late). Quest'ultimo episodio non fu mandato in onda dalla NBC poiché giudicato inadatto alla prima serata a causa delle tematiche affrontate, riguardanti molestie su minori.
| nº | Titolo originale                  | Titolo italiano                             | Prima TV USA     | Prima TV Italia |
| -- | --------------------------------- | ------------------------------------------- | ---------------- | --------------- |
| 1  | Hostile Takeover: Part 3          | Congiura di palazzo (prima e seconda parte) | 4 novembre 1988  |                 |
| 2  | Redemption in Blood: Part 4       | Congiura di palazzo (prima e seconda parte) | 11 novembre 1988 |                 |
| 3  | Heart of Night                    | Cuore d'ombra                               | 18 novembre 1988 |                 |
| 4  | Bad Timing                        | Momento sbagliato                           | 2 dicembre 1988  |                 |
| 5  | Borrasca                          | Borrasca                                    | 9 dicembre 1988  |                 |
| 6  | Line of Fire                      | Battesimo di fuoco                          | 16 dicembre 1988 |                 |
| 7  | Asian Cut                         | Taglio all'orientale                        | 13 gennaio 1989  |                 |
| 8  | Hard Knocks                       | Gioco duro                                  | 20 gennaio 1989  |                 |
| 9  | Fruit of the Poison Tree          | Il frutto dell'albero velenoso              | 3 febbraio 1989  |                 |
| 10 | To Have and to Hold\Second Chance | Averli e saperli tenere                     | 10 febbraio 1989 |                 |
| 11 | Miami Squeeze                     | Il prezzo dell'onestà                       | 17 febbraio 1989 |                 |
| 12 | Jack of All Trades                | Piccolo truffatore                          | 3 marzo 1989     |                 |
| 13 | The Cell Within                   | Inferno in una cella                        | 10 marzo 1989    |                 |
| 14 | The Lost Madonna                  | Trittico                                    | 17 marzo 1989    |                 |
| 15 | Over the Line                     | Oltre ogni limite                           | 28 aprile 1989   |                 |
| 16 | Victim of Circumstance            | Fantasmi del passato                        | 5 maggio 1989    |                 |
| 17 | Freefall                          | Fine di un sogno (prima e seconda parte)    | 21 maggio 1989   |                 |
| 18 | World of Trouble                  | Vecchio gangster                            | 14 giugno 1989   |                 |
| 19 | Miracle Man                       | L'uomo del miracolo                         | 21 giugno 1989   |                 |
| 20 | Leap of Faith                     | Salto nel vuoto                             | 28 giugno 1989   |                 |
| 21 | Too Much, Too Late                | Troppo tardi                                | 25 gennaio 1990  |                 |